# Václav Brožík
Václav Brožík (en francés: Vaclav de Brozik; Třemošná, 6 de marzo de 1851 - París, 15 de abril de 1901) fue un pintor checo enmarcado en el academicismo.
Estudió litografía y trabajó como pintor de porcelanas. A comienzos de 1868, con la ayuda de un terrateniente local, le permitió asistir a la Academia de Bellas Artes de Praga. Realizó un viaje a los Países Bajos y posteriormente se estableció en París, donde una carta de recomendación le garantizó el apoyo del pintor Jaroslav Čermák. En 1879 se casó con Hermina Sedelmeyer, hija de Charles Sedelmeyer, un acaudalado comerciante de artes. Durante gran parte de su vida vivió en Praga y París donde trabajó como profesor en la Academia de Artes en 1893.
Fue miembro del Instituto de Francia, gracias a la influencia de su suegro, quien también sugirió que hiciera una pintura inspirada en el proverbio "Que los demás hagan la guerra: Tú, feliz Austria, te vas a casar"). El resultado complació al Emperador Francisco José I de Austria, víctima de un matrimonio infeliz, que le otorgó a Brožík título de nobleza. También ingresó en la Academia de Bellas Artes de Francia, recibió la Gran Cruz de la Legión de Honor, y fue nombrado miembro de la Academia Checa de Artes y Ciencias. En 1893, una de sus obras apareció en un sello postal de los Estados Unidos.
Enfermo desde 1894, falleció por ataque cardíaco en 1901 y fue enterrado en Montmartre. La apreciación de sus obras tuvo un serio declive después de su muerte, al punto e ser considerado como un artista anticuado, hasta que una retrospectiva en 2003 le devolvió cierto conocimiento público.

## Galería

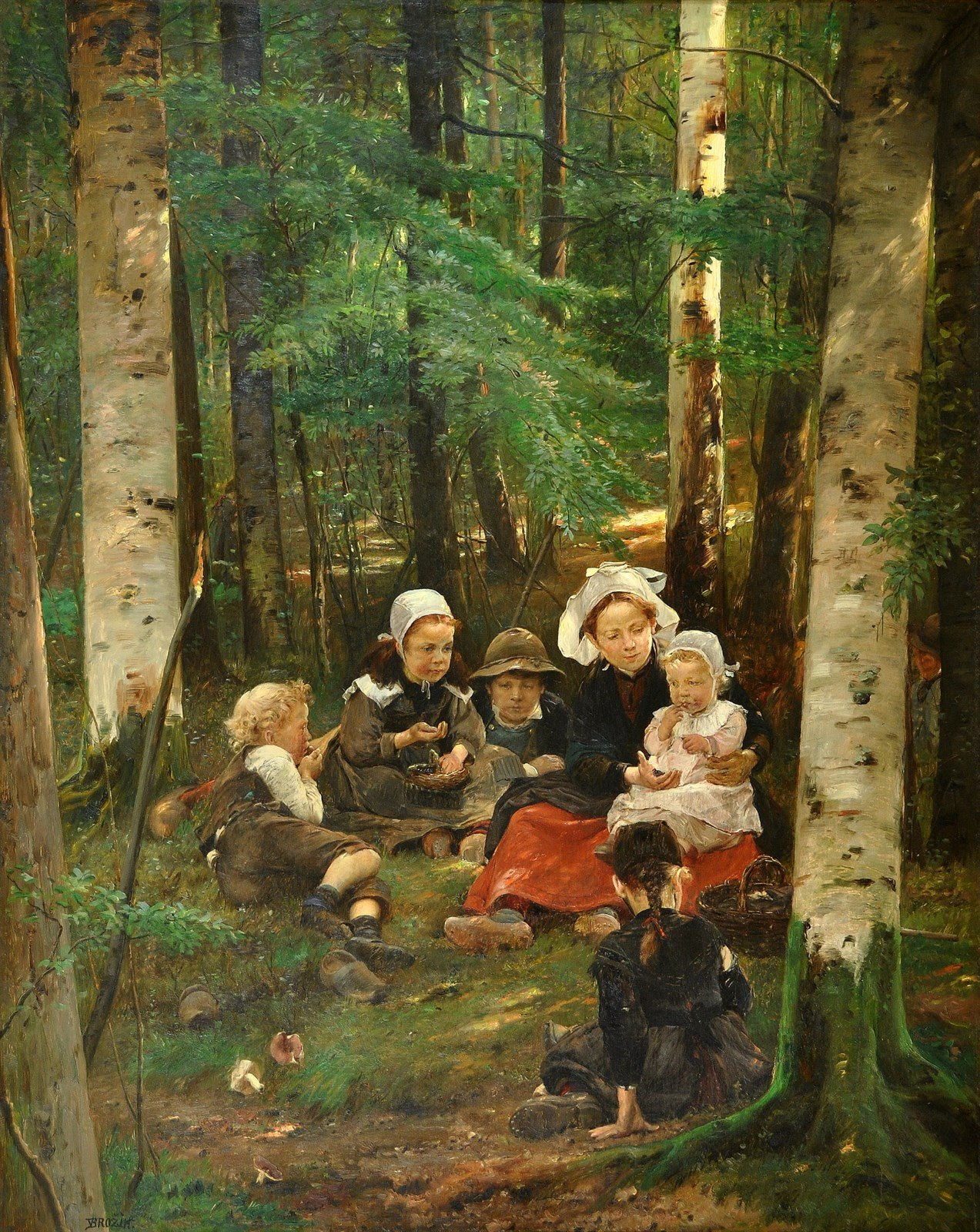
Fresas negras
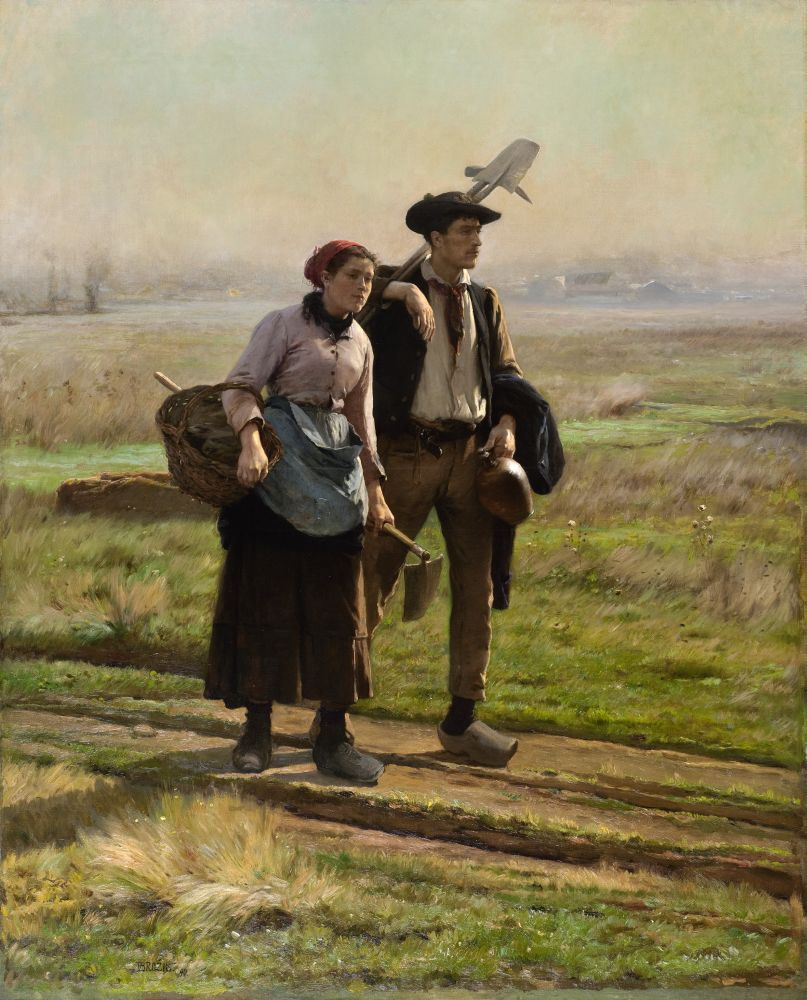
Amanecer
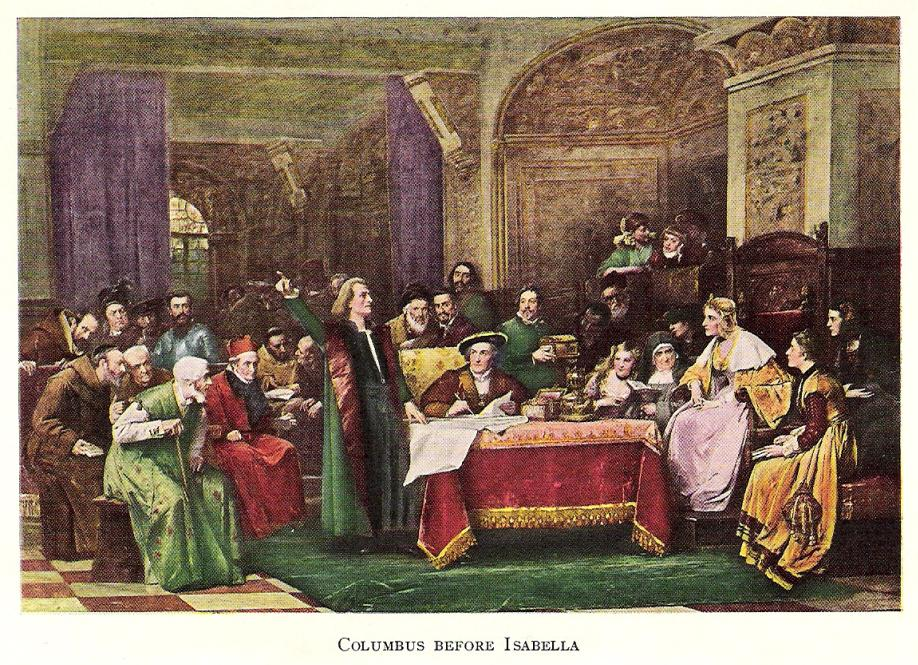
Colón e Isabel de Castilla
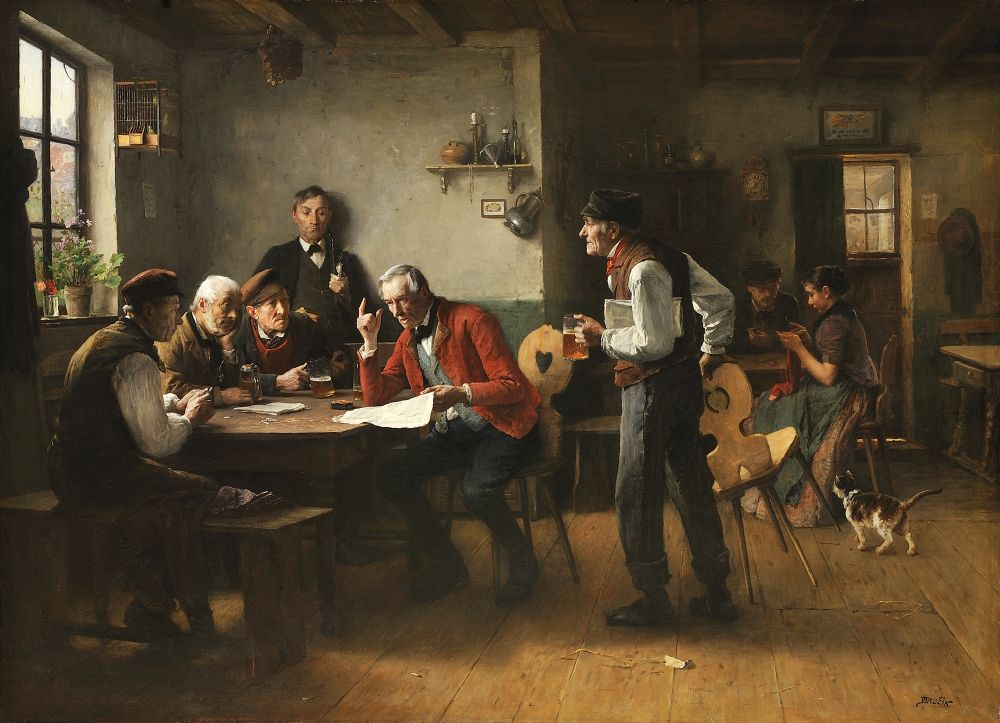
Políticos en el pueblo
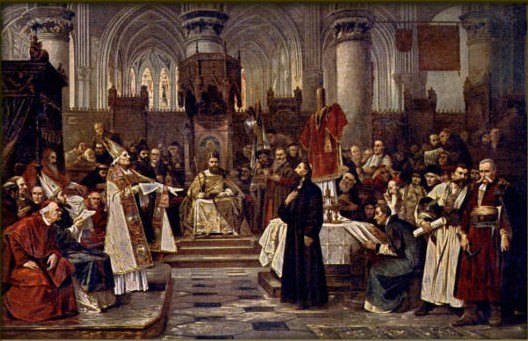
Jan Hus ante el Consejo, 6 de julio de 1415.
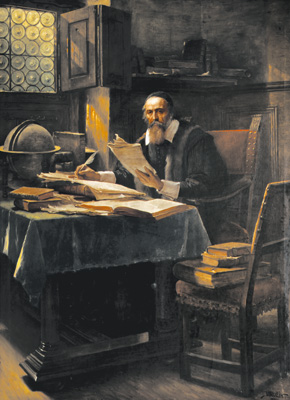
Juan Amos Comenio en su despacho en Ámsterdam
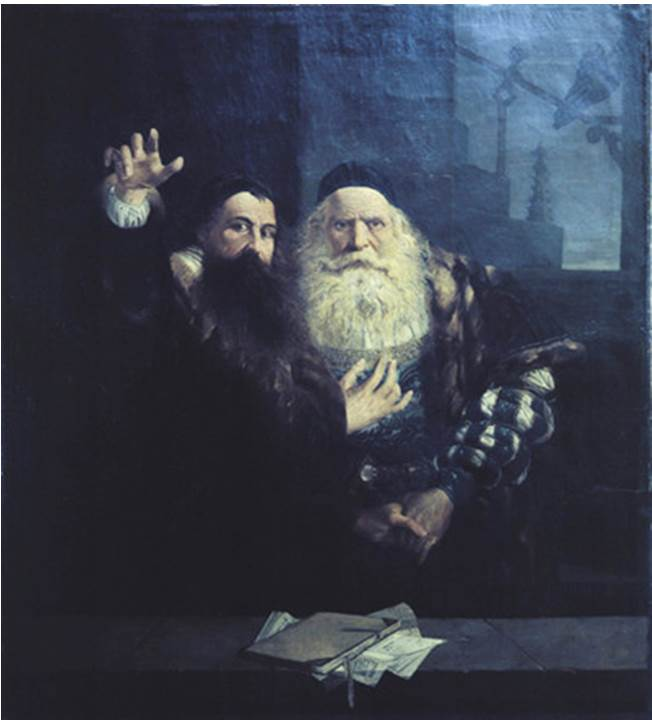
Juan Amos Comenio despidiéndose de Karel el Viejo, de la Casa de Zerotina
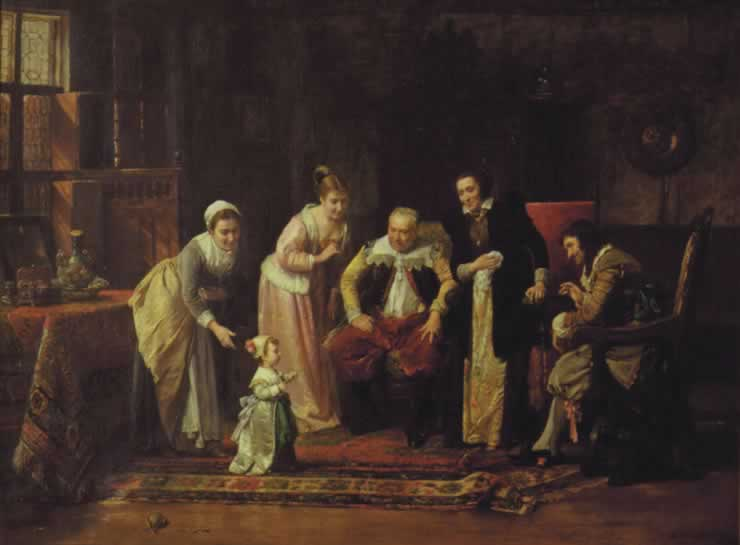
Primeros pasos